# Donovan Ezeiruaku
Donovan Ezeiruaku (Williamstown, 25 settembre 2003) è un giocatore di football americano statunitense che milita nel ruolo di defensive end per i Dallas Cowboys della National Football League (NFL).

## Carriera universitaria
Nella sua prima stagione al Boston College nel 2021, Ezeiruaku mise a segno 19 tackle e 2 sack.
Nella prima partita della stagione 2022, Ezeiruaku fece registrare 9 placcaggi, un sack e 2 fumble forzati nella sconfitta contro Rutgers. Nella settimana 10 ebbe 7 tackle, un sack e un fumble forzato nella sconfitta contro Duke. Nell'ultima partita totalizzò 9 placcaggi e 2,5 sack nella sconfitta contro Syracuse 32–23. Chiuse la stagione con 61 tackle, di cui 14,5 con perdita di yard, 8,5 sack, 2 passaggi deviati e 3 fumble forzati, venendo inserito nella seconda formazione ideale della Atlantic Coast Conference (ACC).
Nella settimana 5 della stagione 2023 contro Virginia Ezeiruaku mise a segno 6 tackle e 2 sack. Nel turno successivo contro Army ebbe 5 placcaggi, un fumble forzato e uno recuperato, a forced fumble. Gli Eagles chiusero la stagione con una vittoria a sorpresa nel Fenway Bowl contro gli SMU Mustangs numero 24 del ranking.
Nella prima gara della stagione, gli Eagles batterono a sorpresa i Florida State Seminoles numero 10 del ranking per 28–13, in una gara in cui Ezeiruaku mise a referto 4 tackle e 2 sack. Nella settimana 5 contro Western Kentucky fece registrare 14 tackle, 3 sack, um fumble forzato e uno recuperato. Nel turno successivo contro Virginia ebbe 10 tackle e un sack. Nella settimana 13 contro North Carolina mise a segno 6 placcaggi e 2 sack. Contro Pittsburgh fece registrare 3,5 sacks arrivando a quota 16,5 in stagione e pareggiando il record stagionale di istituto di Harold Landry. A fine anno fu premiato come difensore dell'anno della ACC, vinse il Ted Hendricks Award come miglior defensive end nel college football e fu una selezione condivisa All-American.

## Carriera professionistica

### Dallas Cowboys
Ezeiruaku fu scelto nel corso del secondo giro (44º assoluto) del Draft NFL 2025 dai Dallas Cowboys.